# PGM Hécate II
PGM Hécate II là loại súng bắn tỉa công phá do PGM Précision của Pháp chế tạo, loại súng này là loại súng bắn tỉa có cỡ nòng lớn tiêu chuẩn của quân đội Pháp. Đôi khi còn được biết với tên là FR-12,7 (Fusil à Répétition de calibre 12,7 mm). Đây là loại vũ khí lớn nhất mà PGM chế tạo sử dụng loại đạn .50 BMG (12,7x99mm NATO).

## Phát triển
STAT (Section Technique de l'Armée de Terre) đã tiến hành lấy các ý kiến đánh giá về việc sử dụng các loại súng bắn tỉa có cỡ đạn 12,7 mm như McMillan M87, Barrett M82 và Barrett M95 của các lực lượng đặc nhiệm Pháp năm 1997. Và sau đó kết hợp với các thử nghiệm của ba mẫu súng bắn tỉa công phá cỡ đạn 12,7 mm khác vốn đã bắt đầu thử nghiệm từ năm 1993 để phát triển thành khẩu Hécate II có đầy đủ đặc tính để cạnh tranh với các khẩu McMillan và Barrett.

## Thiết kế
Thiết kế của loại súng này có một bộ khung bằng kim loại giống như những loại súng trường khác do PGM chế tạo nó chỉ đơn giản là phóng to lên. Nó có tích hợp chân chống chữ V và có thể gắn thêm một chân phụ vào để thành bệ chống ba chân để giúp bắn chính xác hơn. Nòng súng được khắc các rãnh sâu để có thể tản nhiệt được tốt hơn cũng như để giảm trọng lượng. Súng còn được tích hợp một bộ phận chống giật ở đầu nòng súng để giảm độ giật do những viên đạn 12 mm gây ra. Báng súng có thể điều chỉnh độ dài và chiều cao.
Hệ thống nhắm cơ bản của loại súng này là ống nhắm SCROME LTE J10 F1 10x.
Loại súng này có thể dùng để dùng để phá công trình, quấy rối đối phương với tầm bắn xa, chống bắn tỉa hay dùng để phá các thiết bị nổ với loại đạn cháy nổ xuyên giáp.